# Santo Domingo, Colombia
Santo Domingo är en ort i Colombia.   Den ligger i departementet Antioquía, i den centrala delen av landet, 240 km nordväst om huvudstaden Bogotá. Santo Domingo ligger 2 004 meter över havet och antalet invånare är 2 873.
Terrängen runt Santo Domingo är varierad. Runt Santo Domingo är det ganska tätbefolkat, med 58 invånare per kvadratkilometer. Närmaste större samhälle är Barbosa, 18,7 km väster om Santo Domingo. Omgivningarna runt Santo Domingo är en mosaik av jordbruksmark och naturlig växtlighet.